# 덴마크 시인
《덴마크 시인》(노르웨이어: Den danske dikteren)은 2006년 토릴 코브가 애니메이션, 각본, 감독을 맡고 리브 울만이 내레이션을 하여 개봉한 단편 애니메이션 영화이다. 캐나다 국립영화위원회(NFB)와 노르웨이의 마이크로필름 AS의 공동 제작으로 만들어진 애니메이션이며, 아카데미 단편 애니메이션 작품상과 지니상 단편 애니메이션 부문에서 수상을 하였다.

## 시놉시스
이 영화는 1940년대 덴마크의 시인인 카스파르 요르겐센의 모습을 보여주면서 시작된다. 장신과 의사인 뫼르크 박사의 제안에 따라 노르웨이로 여행을 가 유명한 작가인 시그리드 운세트를 만나게 된다. 하지만 노르웨이에 도착한 뒤 농부의 딸인 잉게보르를 만나면서 사랑에 빠진다. 요르겐센은 잉게보르에게 청혼을 하지만 아버지의 희망에 따라 이미 약혼을 했다는 것을 알게 된다. 잉게보르는 다시 만날 때까지 머리를 자르지 않겠다 약속을 하고 카스파르는 덴마크로 다시 돌아오게 된다.
시간이 지나 잉게보르의 남편이 사고로 사망하게 되고, 잉게보르는 카스파르에게 편지를 보낸다. 하지만, 우체부가 편지를 실수로 떨어뜨리면서 카스파르에게 도착하지 않는다. 그리고 시그리드 운셋이 사망하였을 때, 잉게보르와 카스파르는 모두 운세트의 장례식에 참석하게 된다. 둘은 그곳에서 재회하고, 나중에는 결혼을 하여 코펜하겐에서 살게 된다. 잉게보르는 카스파르가 원했던 것과 같이 머리카락을 자르지는 않았지만, 어느 날 카스파르가 잉게보르의 머리카락에 발이 걸려 엄지손가락이 부러지자 머리를 자르기 위해 노르웨이에서 미용사를 부른다. 미용사는 기차에서 젊은 남자를 만나게 되는데, 그 청년 역시 자신이 좋아하는 시인 카스파르를 만나기 위해 코펜하겐으로 여행을 가던 중이었다. 그렇게 두 사람은 사랑에 빠지게 되었고, 곧 그 둘이 화자의 부모임이 들어나면서 끝이 난다.

## 제작
코브는 몬트리올에 위치한 콘코디아 대학교에서 첫 1년을 보낸 후 캐나다 정부의 기관인 캐나다 국립영화위원회에 처음으로 참여를 하게 되었다. 그곳에서 몇 년 동안 조수를 일을 한 후, 대본을 완성한 후 회사에 건네주면서 감독이자 애니메이터의 활동을 시작하게 되었다. 코브는 이 일이 있기 얼마 전에 덴마크 시인의 대본을 처음 쓰기 시작하였지만, 그 날짜에 대해서는 "정확히 언제인지는 잘 기억이 나질 않는다"고 언급하였다.
제작은 노르웨이 마이크로필름 AS의 마시 페이지와 리세 핀리가 나누어서 진행하였으며, 코브가 출산휴가로 1년을 쉬면서 제작에 총 3년이라는 시간이 소요되었다.
《덴마크 시인》은 수작으로 셀 애니메이션을 만들었다. 이때 종이에 연필로 그림을 그린 다음, 코브의 애니메이션 절반 가량을 스캔하여 디지털로 색칠하고, 나머지는 몬트리올과 노르웨이의 애니메이터에게 서로 배분하는 방식을 사용하였다. 코브의 스타일이 단순했기에 "단순히 [...] 어떻게 해야 할지 내가 아는 유일한 사람"보다 덜 구체적인 스타일의 선택이라고 언급하였다. 배경은 몬트리올의 아티스트인 앤 애쉬튼이 그렸다.
내레이션을 맡은 리브 울만은 코브가 울만의 목소리를 좋아하였고, 이 이야기에 울만의 목소리가 어울릴 것이라고 생각하여 참여하게 되었다. 코브는 울만이 영화가 개봉된 이후 목소리가 맞았다고 말하면서 이 사실을 재확인하였다. 그리고 아카데미상 수상 소감에서 울만에게 이 일에 참여해준 것이 정말 놀랍다고 언급하며 고마움을 표시하였다.

## 기원
《덴마크 시인》에 대한 코브의 첫 번째 생각은 코브가 자기 평가의 시기를 거치면서 시작되었다. 코브는 자신이 묘사하는 것에 대해 "과연 나는 전환점에 도달했고, 이정표에 도달하였으며, 뒤를 돌아본 뒤에 '내가 어떻게 이런 곳에 있었을까?'라는 생각을 하였는가 [...] 그리고 그 해답은 유전적인 구성, 양육, 우연, 그 과정에서 내가 선택한 것, 기회를 놓친 것, 그리고 행운의 휴식과 같이 모든 종류의 복잡한 거미줄 어딘가에 있다는 것을 깨닫게 될 것이다"라고 생각하였다. 코브는 "관계, 특히 로맨틱한 관계들은 우리의 삶을 형성하는 데 있어 큰 역할을 하기 때문에, 그리고 분명히 새로운 관계를 만드는 데에 있어 큰 역할을 하기 때문에, 두 사람 사이의 관계를 중점으로 삼는 것은 자연스러운 선택이라고 느꼈다."라고 말했다.
코브는 원래 《덴마크 시인》을 전기의 특성을 가지고 있는 작품으로 만들고 싶어하였다. 코브는 아버지가 자신에게 "예술가가 되는 것을 꿈꿨다"는 말과 함께, 아버지 자신이 미술 선생님과 약속을 하여 예술 세계에 진출이 가능할 만큼 좋은지 물어보기도 하였지만, 계단 꼭대기에 서서 예술 쪽으로 가지 않기로 결심했고, 결국 부모님이 원했던 대로 아내를 만난 건축학교에 가기로 결정한 것을 이야기해주었다. 이에 코브는 만약 아버지가 '아, 그림을 그려야겠다'고 생각했다면, 아마 어머니를 절대 만나지 못했을 것이고, 둘이 만나지 못했다면 당연히 나도 이 세상에 존재하지 않기에 이 부분에서 영감을 얻었다. 하지만, 이 이야기가 너무 개인적인 이야기라고 느끼면서 픽션이 되도록 다시 썼다.

## 주제
《덴마크 시인》의 주요 주제는 나쁜 날씨, 화난 개, 굶주린 염소, 미끄러운 널빤지, 그리고 카스파르와 잉게보르가 만나지 못하여 삶의 방향을 바꾸는데 큰 영향을 끼친 부주의한 우체부와 같이 우연의 일치와 기회가 삶의 한 과정을 송두리째 바꿀 수 있을 정도로 영향을 미칠 수 있다는 것을 보여주며, 이 영화의 웹사이트에서 말하듯이 "매우 관련이 없는 요소들이 내 인생에서 중요한 역할을 할 수도 있다"는 것을 보여주고 있다. 코브는 한 인터뷰에서 "내가 이해하려고 하는 것은 단지 삶이 정말 고단한 여정이라고 생각한다는 것이다. 많은 것들이 정말 운에 달려 있다"고 말하였다. 하지만, 코브는 또한 사람들이 이 영화를 다른 방식으로도 해석할 수 있기를 바란다며 이렇게 언급하였다.
나는 사람들이 이 영화를 한 가지 이상의 방법으로 해석될 수 있는 영화라고 생각하였으면 좋겠다. 이 영화를 본 사람들로부터 우리가 예술에 대한 영감을 찾고, 사랑을 어디서 찾는지, 그리고 살아서 삶을 사는 기적 같은 것에 대해 생각하게 만든다는 말을 들었을 때 나는 행복하다. 사람들이 그걸 알게 되면 난 참 기쁘다.
코브는 또한 카스파르가 다른 작가에게서가 아닌 "자기 내면에서 [영감]을 찾고, 다른 작가에게선 찾지 않는다"와 "국가주의와 서구 세계에서 우리가 얼마나 고정관념에 중점을 두고 있는지, 그리고 우리가 어느 나라에서 왔는지에 대한 일종의 텍스트"와 같이 여러 예술적 영감에서 이를 언급하고 있다.

## 수상
《덴마크 시인》은 2007년에 개최된 제79회 아카데미상 중 아카데미 단편 애니메이션 작품상 부문에서 수상을 하는 쾌거를 이루었다. 코브는 2001년 캐나다 국립영화위원회와 공동으로 제작한 2000년 첫 전문 영화 《할머니는 왕실 세탁부》 이후 아카데미의 두 번째 후보작이자 첫 수상작이 되었다. 또한 1952년 토르 헤위에르달의 이야기를 담은 다큐멘터리 《콘티키》가 아카데미 장편 다큐멘터리 영화상을 받은 이후에 처음으로 받은 노르웨이의 영화가 되었다.
《덴마크 시인》은 아카데미 외에도 2007년에 개최된 제27회 지니상에서 최우수 단편 애니메이션 부문에서 수상을 거머쥐었다. 그리고 영화를 토대로 노르웨이어 판의 그림책은 같은 해에 열린 브라게상에 후보로 선정되었다. 2006년 애니메이션 쇼 오브 쇼스에 포함되었다.